# Saint-Bazile-de-Meyssac
Saint-Bazile-de-Meyssac is een gemeente in het Franse departement Corrèze (regio Nouvelle-Aquitaine) en telt 152 inwoners (1999). De plaats maakt deel uit van het arrondissement Brive-la-Gaillarde.

## Geografie
De oppervlakte van Saint-Bazile-de-Meyssac bedraagt 4,5 km², de bevolkingsdichtheid is 33,8 inwoners per km².
De onderstaande kaart toont de ligging van Saint-Bazile-de-Meyssac met de belangrijkste infrastructuur en aangrenzende gemeenten.

## Demografie
Onderstaande figuur toont het verloop van het inwonertal (bron: INSEE-tellingen).